# Campos Vergal
Campos Vergal (Serra Negra, 2 de maio de 1903 — Serra Negra, 23 de julho de 1980) foi um político brasileiro. Exerceu o mandato de deputado federal constituinte por São Paulo em 1946.